# Limonius humidus
Limonius humidus là một loài bọ cánh cứng trong họ Elateridae. Loài này được Lane miêu tả khoa học năm 1941.